# 鹿児島交通枕崎線
枕崎線（まくらざきせん）は、かつて鹿児島県日置郡伊集院町（現・日置市）の伊集院駅から、同県加世田市（現・南さつま市）の加世田駅を経て、同県枕崎市の枕崎駅までを結んでいた鹿児島交通の鉄道路線である。
1914年（大正3年）に南薩鉄道株式会社（鹿児島交通の前身）によって日置郡中伊集院村の伊集院駅から川辺郡加世田町の加世田駅までの区間が開通し、1931年（昭和6年）に加世田駅から川辺郡枕崎町の枕崎駅までが開通し全線が開通した。1983年の豪雨被害により一部区間が不通となり、翌年1984年（昭和59年）に廃止された。南薩線（なんさつせん）と呼ばれ親しまれていた。
支線として加世田駅から万世線、阿多駅から知覧線が分岐していた。

## 路線データ
- 路線距離（営業キロ）：伊集院 - 枕崎間 49.6km
- 軌間：1067mm
- 駅数：23駅（起終点駅含む。廃止時点）
- 複線区間：なし（全線単線）
- 電化区間：なし（全線非電化）
- 閉塞方式：タブレット閉塞式（末期の加世田 - 枕崎間はスタフ閉塞式）

## 概要
1914年（大正3年）に南薩鉄道によって開業して以来、薩摩半島西部の重要な交通機関として役割を果たしてきたが、1960年代に入ると南薩鉄道は経営難に陥り、1964年（昭和39年）9月に大隅半島でバスを営業していた三州自動車に合併され鹿児島交通が成立した。以降も鉄道部門は貨物輸送の廃止などの合理化を進めたが、沿線人口の減少や自動車の普及に加えて、沿線から鹿児島市内へ向かう客も同社のバスに流れるようになった。
1970年代に入ると車両や設備の老朽化も著しくなり、1982年（昭和57年）12月には会社も鉄道廃止の方針を打ち出した。労働組合や地元は廃止に反対したものの、1983年（昭和58年）6月の豪雨で大きな被害を受けたことがとどめを刺す形になった。同年7月に日置 - 加世田間は運行を再開したものの、伊集院 - 日置間と加世田 - 枕崎間は復旧しないまま1984年（昭和59年）3月18日の廃止を迎えた。
加世田駅の跡にできた鹿児島交通加世田バスセンター内に、石造りの元倉庫を利用した南薩鉄道記念館の建物がある。2005年（平成17年）から2006年（平成18年）頃にかけて隣接する商業施設の拡張工事のために休館していたが2007年（平成19年）現在は再開されている。ただし、この休館に際して往時の車両を展示していた建物が解体され、車両は隣接するバスの整備工場内に移動して保存されており、近くから見ることはできない。また、DD12と2号機関車（現在は4号機関車に置き換え）は屋外に展示されている。このほかにも、伊集院 - 枕崎のバス（通称「なんてつ線」）に乗ると、至るところで当時の遺構を車窓から見ることができる。

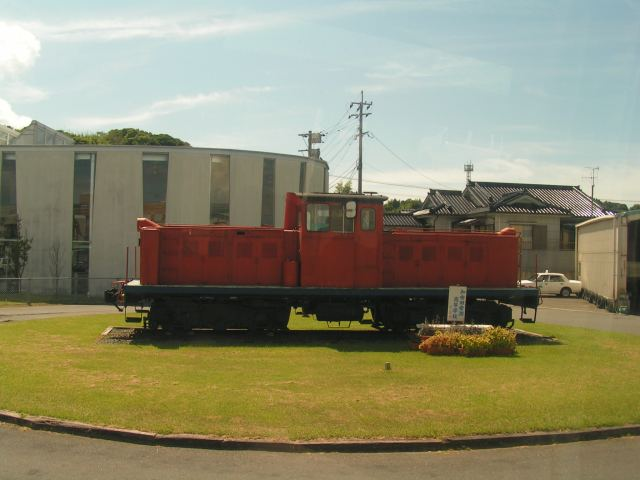
南薩鉄道DD12（加世田バスセンター）

## 運行形態
末期は、1日10往復程度、日中は2時間に1本が運転されていた。すべて普通列車で、一部は加世田駅折り返し。1日3往復が、伊集院駅から国鉄西鹿児島駅（現・鹿児島中央駅）へ直通運転していた。その他、朝ラッシュ時に加世田 - 薩摩湖間、夜間に伊集院 - 日置間の区間運転列車が各1往復ずつ運転されていた。
1983年（昭和58年）の豪雨災害後は、日置 - 加世田間折り返し運転となり、廃止までその状態だった。この際、西鹿児島直通列車のうち、国鉄線内の区間については、しばらくの間鹿児島交通の車両により運転が継続された。伊集院 - 日置の大田トンネルは漏水かつ落石の可能性があったためバス代行となっていたが、国鉄線内に使用する車両の保守の際は、この区間を回送扱いで運転していた。

## 車両

### 廃線時在籍
- キハ100形 - 国鉄キハ42600形と準同型の自社発注車。1952年に川崎車輌にてキハ101 - キハ106の6両が新造された[3]。なお、国鉄キハ42000形系統の準同型車は、戦前に台湾総督府鉄道、戦後はここ南薩鉄道と北海道の夕張鉄道の2社が発注したのみで、少数派であった。エンジンは当初DMH17を搭載し、変速機は機械式とキハ42600形と同等だが、最終減速機の歯数比が低く勾配線での使用に備えている。台車はオリジナル同様TR29菱枠台車を装着する。1970年にエンジンをDMH17Cに換装し、さらに変速機をTC2液体式変速機に交換して液体式に改造された。ただし、電磁リンクによる総括制御機能は搭載されず従前通りのペダル操作による変速操作であったため、2両編成以上の連結運転時には運転手が各車両に乗り込んでブザーを合図に操作していた[注釈 1]。また、ATSが設置されていなかったため国鉄乗り入れは不可能だった。車体は概ねキハ42600形の設計を踏襲した20m級3扉構成であるが、妻部が雨樋を屋根上部に張り上げ屋根構造となり、側扉は手動でホーム高さが低かったにもかかわらず、車体にはステップを設けず裾下がりもなく停車時には床下に設置した空気圧作動の踏み板を側面にせり出す構造として乗降の便を図るなど、原設計とは異なる部分が散見される。座席は長距離運転に備えすべてクロスシートであり、キハ42600形よりも座席定員が8人多く80人となっている。書類上1972年にキハ101・キハ105の2両を郵便荷物車のキユニ100形キユニ101・キユニ105に改造し、車内に郵便物仕分け作業のための設備を設けた。もっとも1975年3月10日に枕崎線での郵便物輸送は廃止されたため、これら2両は改番されなかったものの以後は実質的に荷物車として使用された。枕崎線廃止後、1両（キハ103）が南薩鉄道記念館近くのバス整備工場内に保存されている。
- キハ300形 - 国鉄線乗り入れによる西鹿児島駅直通列車の運転に備え、1954年に川崎車輌でキハ301 - キハ303の3両が新造された。国鉄キハ16形の両運転台版の車両で、同じく両運転台の国鉄キハ10形やキハ11形よりも約1年先行して設計製作され、そのためこれらよりも車体寸法が30mm短く、車内各部の設備や窓などの配置・寸法も微妙に異なる。台車は国鉄車と同一のDT19・TR49を採用している。エンジンは三菱重工業製のDH2L-Pと呼ばれるアンダーフロアバス用180PS級エンジンを搭載し、変速機も新潟DB115で国鉄車とは異なっていた。また本形式はラジオ受信機能を備えており、そのための受信アンテナを屋根上に設置していたことも国鉄車にない特徴である。西鹿児島駅直通列車には本形式が限定的に使用された。国鉄に直通するため、国鉄線のATS整備にあわせて1965年にATS-S型の車上子など各種対応機器が搭載され（鹿児島交通線内では不使用）、さらに1968年にはエンジンを国鉄車と同じDMH17Cに換装、恐らくはこれと同時期に変速機もTC2に換装し国鉄車相当となっている。

キハ100形・キハ300形ともに新造時は上半分クリームで下半分がブルーのツートンカラーで、1964年から1965年にかけてオレンジの地色に紺色の帯を巻いた新塗色に変更された。
また、ディーゼル機関車として以下の形式が在籍していた。
- DD1200形（正式には36BBH）（1201・1202） - 1961年から1962年に新三菱重工で2両が製造された。先述の通り正式には36BBHという形式であり、昭和「36」年式車軸配置「BB」型8気筒を意味するとされる。1971年の貨物列車廃止後は時々工事列車に使用された。[4]

その他、書類上廃線時に在籍した車両は、客車テフ25（記録上は1882年新橋工場製）・ホユニ66（1923年岡部鉄工所製）・ホユニ67（1929年日本車両製）、貨車ト1・5・11-15（無蓋車）・エ4（救援車、1933年元薩南中央鉄道キハ4）があった。ただしこれらのうち、客車とエ4は休車（実質的には廃車）状態で、特にホユニ66は廃止前の時点で外板の一部が剥がれ落ちている・屋根が崩壊し始めているなど荒廃した写真が確認されている。また、廃車体も加世田駅構内に放置されていた。

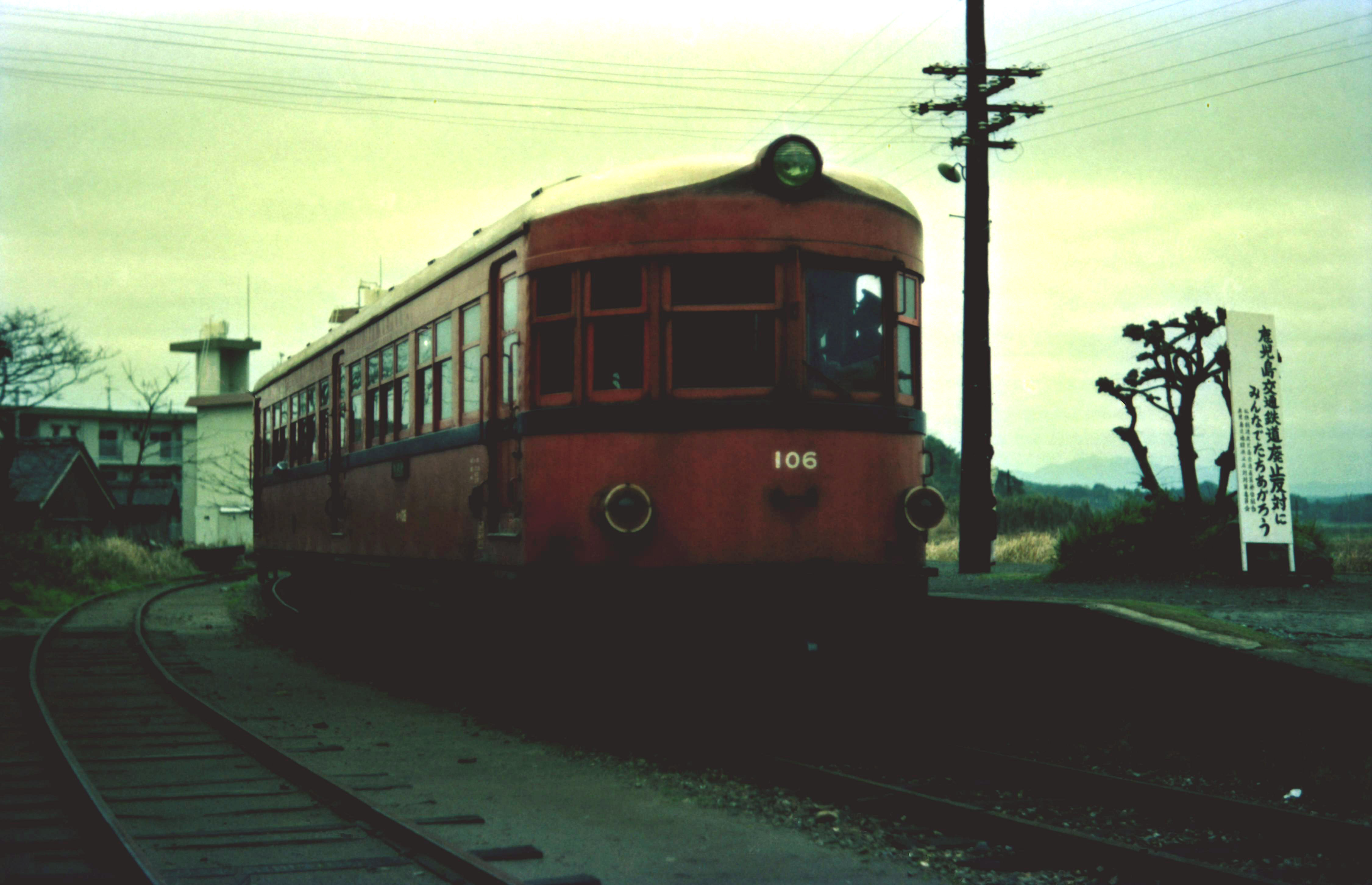
100形（伊作駅構内）
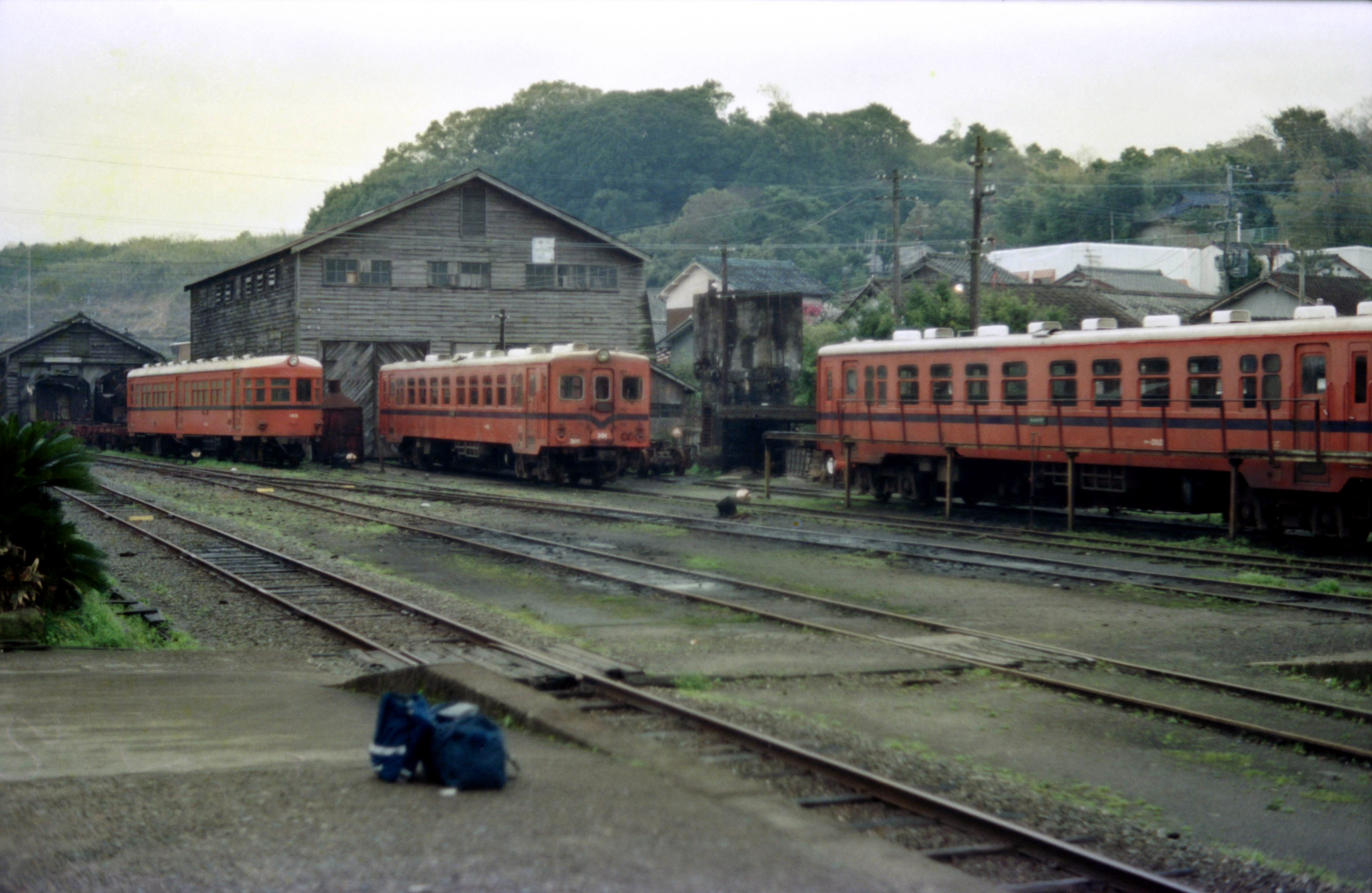
300形・100形（加世田駅構内）

### 保存車両
2013年8月撮影

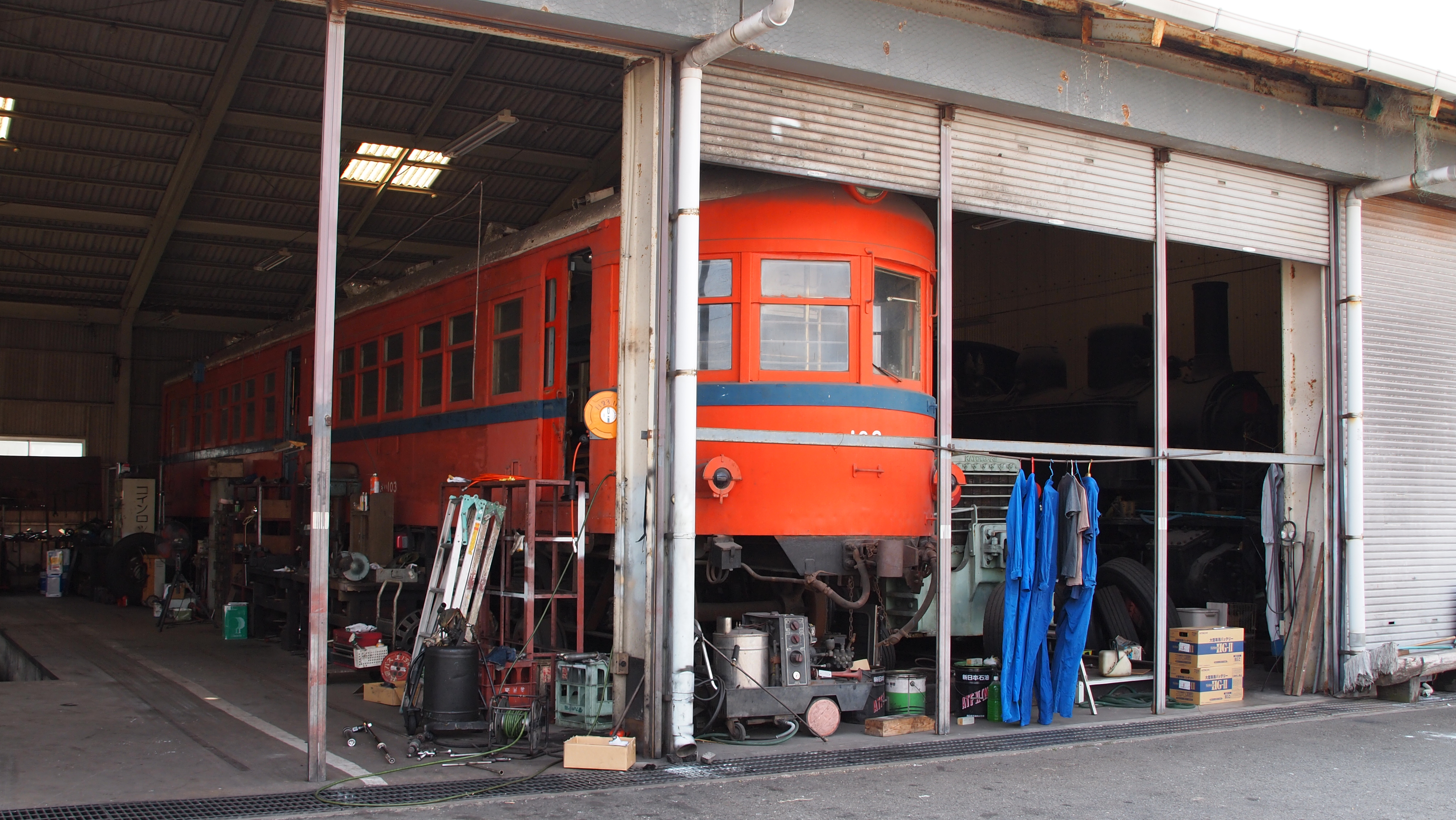
キハ100（加世田整備工場内に保存中、許可を得て撮影）
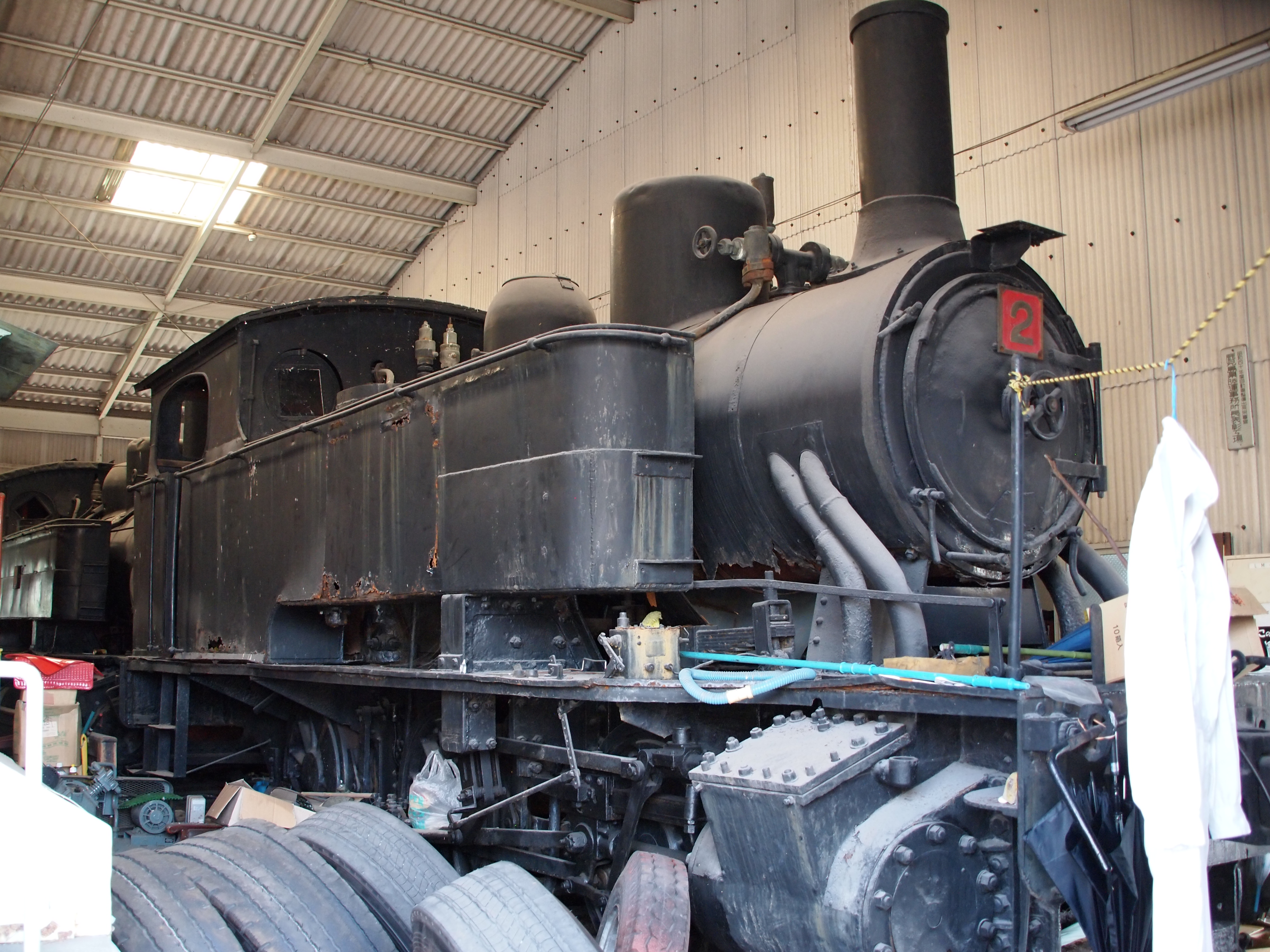
2号機関車（加世田整備工場内に保存中、許可を得て撮影）

## 歴史
- 1912年（明治45年）4月12日 南薩鉄道に対し鉄道免許状下付（日置郡中伊集院村徳重-川邊郡東南方村枕崎間）[8]。
- 1914年（大正3年）
  - 4月1日 伊集院 - 伊作間が開業[9]。
  - 5月10日 伊作 - 加世田間が開業[10]。
- 1915年（大正4年）5月1日 吹上浜駅開業[11]。
- 1916年（大正5年）7月25日 毘沙門駅、入来駅開業[12]。
- 1925年（大正14年）
  - 2月26日 鉄道免許失効（川邊郡加世田村-同郡東南方村間）[13]
  - 7月1日 入来駅を入来ノ浜駅に改称[14]。
- 1928年（昭和3年）
  - 6月1日 入来ノ浜駅を南吹上浜駅に改称。
  - 8月30日 鉄道免許状下付（川邊郡加世田村-枕崎町間）[15]
- 1931年（昭和6年）3月10日 加世田 - 枕崎間が開業[16]。伊集院 - 枕崎間全通。
- 1934年（昭和9年）6月1日 毘沙門駅を上日置駅に改称。
- 1949年（昭和24年）2月19日 伊集院駅から国鉄鹿児島駅まで直通運転開始。
- 1954年（昭和29年）11月11日 鹿児島直通列車を3往復に増発。
- 1955年（昭和30年）1月1日 薩摩湖駅開業。
- 1964年（昭和39年）9月1日 南薩鉄道が三州自動車と合併し、鹿児島交通に社名変更。同社の枕崎線となる。
- 1971年（昭和46年）4月1日 貨物営業廃止。
- 1982年（昭和57年）12月13日 鉄道廃止発表。
- 1983年（昭和58年）
  - 6月21日 豪雨災害のため全線不通となる。
  - 7月1日 一部区間（日置 - 加世田間）で運行再開。
- 1984年（昭和59年）3月18日 伊集院 - 枕崎間全線廃止[1][17]。

## 新線・高速化構想
南薩鉄道の会社発足50周年を記念して、1961年（昭和36年）2月、会社の重役会にて途中から分岐して西鹿児島駅に直接乗り入れる新線建設を含めた枕崎線の高速化構想が打ち出された。当時の新聞報道によると、西鹿児島駅と日置駅または永吉駅を結ぶほぼ直線ルートの新線の建設と、枕崎線のレール交換やカーブの補正、橋梁の掛け替えなどにより、西鹿児島駅と枕崎駅の間を最速で50分内外で結ぶ構想だった。線路改修には2億9千万円、新線建設には10億円が必要と試算され、開発銀行融資を受けることが計画された。
鹿児島市街地は地下化することも考えられていた。しかし、融資面での条件が折り合わず、構想は実現しなかった。

## 駅一覧
接続路線の事業者名・駅の所在地は枕崎線廃止時点のもの。全駅が鹿児島県内に所在。
| 駅名         | 駅間キロ | 営業キロ | 接続路線                               | 所在地                         |
| ------------ | -------- | -------- | -------------------------------------- | ------------------------------ |
| 伊集院駅     | -        | 0.0      | 日本国有鉄道：鹿児島本線               | 日置郡伊集院町（現・日置市）   |
| 上日置駅     | 4.4      | 4.4      |                                        | 日置郡日吉町（現・日置市）     |
| 日置駅       | 3.5      | 7.9      |                                        | 日置郡日吉町（現・日置市）     |
| 吉利駅       | 2.7      | 10.6     |                                        | 日置郡日吉町（現・日置市）     |
| 永吉駅       | 2.2      | 12.8     |                                        | 日置郡吹上町（現・日置市）     |
| 吹上浜駅     | 3.3      | 16.1     |                                        | 日置郡吹上町（現・日置市）     |
| 薩摩湖駅     | 0.9      | 17.0     |                                        | 日置郡吹上町（現・日置市）     |
| 伊作駅       | 1.2      | 18.2     |                                        | 日置郡吹上町（現・日置市）     |
| 南吹上浜駅   | 1.8      | 20.0     |                                        | 日置郡吹上町（現・日置市）     |
| 北多夫施駅   | 2.8      | 22.8     |                                        | 日置郡金峰町（現・南さつま市） |
| 南多夫施駅   | 1.8      | 24.6     |                                        | 日置郡金峰町（現・南さつま市） |
| 阿多駅       | 2.1      | 26.7     | （1965年までは鹿児島交通知覧線が接続） | 日置郡金峰町（現・南さつま市） |
| 加世田駅     | 2.3      | 29.0     | （1962年までは南薩鉄道万世線が接続）   | 加世田市（現・南さつま市）     |
| 上加世田駅   | 2.0      | 31.0     |                                        | 加世田市（現・南さつま市）     |
| 内山田駅     | 1.4      | 32.4     |                                        | 加世田市（現・南さつま市）     |
| 上内山田駅   | 1.4      | 33.8     |                                        | 加世田市（現・南さつま市）     |
| 干河駅       | 2.6      | 36.4     |                                        | 加世田市（現・南さつま市）     |
| 津貫駅       | 1.6      | 38.0     |                                        | 加世田市（現・南さつま市）     |
| 上津貫駅     | 2.3      | 40.3     |                                        | 加世田市（現・南さつま市）     |
| 薩摩久木野駅 | 1.2      | 41.5     |                                        | 加世田市（現・南さつま市）     |
| 金山駅       | 2.8      | 44.3     |                                        | 枕崎市                         |
| 鹿籠駅       | 3.3      | 47.6     |                                        | 枕崎市                         |
| 枕崎駅       | 2.0      | 49.6     | 日本国有鉄道：指宿枕崎線               | 枕崎市                         |